# Centrino
Centrino（セントリーノ）はインテルのブランドの一つで、当初は同社製品（CPU・チップセット・無線LANモジュール）で構成されたモバイルPC向けプラットフォームの名称として、2010年からはWi-FiとWiMAX関連の製品の名称として用いられている。

## Intel Centrino
| 無線LAN                 | チップセット | Centrino    | プロセッサ                             | コードネーム | 発売年 | 製造技術 | マイクロアーキテクチャ |
| Intel Wireless Products | 800 Series   | Carmel      | Intel Pentium M                        | Banias       | 2003   | 130 nm   | Intel P6               |
| Intel Wireless Products | 800 Series   | Carmel      | Intel Pentium M                        | Dothan       | 2004   | 90 nm    | Intel P6               |
| Intel Wireless Products | 900 Series   | Sonoma      | Intel Pentium M                        | Dothan       | 2005   | 90 nm    | Intel P6               |
| Intel Wireless Products | 900 Series   | Napa        | Intel Core Duo/Solo                    | Yonah        | 2006   | 65 nm    | Intel P6               |
| Intel Wireless Products | 900 Series   | Napa        | Intel Core 2 Duo/Solo                  | Merom        | 2006   | 65 nm    | Intel Core             |
| Intel Wireless Products | 900 Series   | Santa Rosa  | Intel Core 2 Duo                       | Merom        | 2007   | 65 nm    | Intel Core             |
| Intel Wireless Products | 900 Series   | Santa Rosa  | Intel Core 2 Duo                       | Penryn       | 2008   | 45 nm    | Intel Core             |
| Intel Wireless Products | 4 Series     | Montevina   | Intel Core 2 Duo                       | Penryn       | 2008   | 45 nm    | Intel Core             |
| Intel Wireless Products | 5 Series     | Calpella    | Intel Core i7/i7 Extreme Edition       | Clarksfield  | 2009   | 45 nm    | Intel Nehalem          |
| Intel Wireless Products | 5 Series     | Calpella    | Intel Core i3/i5/i7                    | Arrandale    | 2010   | 32 nm    | Intel Nehalem          |
| Intel Wireless Products | 6 Series     | Huron River | Intel Core i3/i5/i7/i7 Extreme Edition | Sandy Bridge | 2011   | 32 nm    | Intel Sandy Bridge     |
| Intel Wireless Products | 7 Series     | Chief River | Intel Core i3/i5/i7/i7 Extreme Edition | Ivy Bridge   | 2012   | 22 nm    | Intel Sandy Bridge     |
| Intel Wireless Products | 8 Series     | Shark Bay   | Intel Core i3/i5/i7/i7 Extreme Edition | Haswell      | 2013   | 22 nm    | Intel Haswell          |
| Intel Wireless Products | 9 Series     | ?           |                                        | Broadwell    | 2014   | 14 nm    | Intel Haswell          |

## 概要
Centrinoの導入以前は、Intel in it、そしてIntel Insideキャンペーンで大々的に宣伝活動を行っていたようにインテルのマーケティングは主にプロセッサ製品が中心で、ネットワーク製品やチップセットについては特に宣伝は行われていなかった。これはプロセッサが動作クロックで絶対的あるいは相対的な性能の比較が容易なのに対し、チップセットやネットワーク製品は規格やインターフェイスに束縛され、他社製品と差をつけることが困難だったためと考えられる。
一方で、ノートPCを持ち歩いて街中の公衆無線LANでインターネットに接続というスタイルが提唱されながらも、バッテリーの持続時間が想定された用途に対して短いうえに、ノートPCの処理性能がデスクトップPCに劣ることで敬遠されていた。
このため、インテルではそれまでデスクトップPC用のプロセッサにモバイル用の機能を有効にし、低電圧でも動作が良好な製品を選別して出荷するというアプローチを止め、省電力と高性能の両立のため、クロックあたりの性能の高いPentium Mを開発、今後モバイルに欠かせないとインテルが予想した無線LANモジュール、プロセッサと一体で省電力を達成するために設計したチップセットを組み合わせてCentrinoブランドを設定した。Centrinoに準拠したパソコンにはIntel Centrinoのシール（デカール）が貼られている。
Centrinoは、CPU、チップセット、無線LANモジュールの三つ全てがインテルから発売されている製品であり、その上でインテルが定めた条件を満たしていることが必須条件となっている。そのため、同じインテル製であってもCentrinoの要件として認められていないCeleron系統のCPUや、他社製品のチップセット、無線LANモジュールがひとつでも使われている場合はCentrinoを名乗ることはできない。その場合はPentiumやCeleron、Core 2 DuoなどのCPU名が書かれたシールが貼付けされる。

## ブランドの意義
消費者にとっては、比較的良好なパフォーマンス、無線LANネットワークへの参加、長時間バッテリー駆動のノートPCを、Centrinoロゴの付いた製品を購入するだけで可能となる点は今までにないものだった。その一方でブランド提供者であるインテルにとっては、より多くのインテル製品の販売に貢献するというメリットがある。そしてPCメーカーとしては個々の半導体部品を単体で購入するよりも割安な特価が設定されており、また広告経費の一部負担をインテルが行うという点で、三者それぞれに利点がある。
その一方、競合他社からは、インテル製品以外を市場から締め出すアンフェアな排他的営業政策であるとの批判もある。しかし批判の最右翼であったAMDだったが、ATIの買収により、AMDはCPUだけでなくGPUやチップセットを手に入れ、手始めにSpiderと命名した自社コンポーネントで固めたプラットフォーム制を導入した。
Centrinoの成功により、インテルは2006年にはリビングに置くホームPC向けにViiv（ヴァイブ、日本語読みヴィーブ）プラットフォームを導入、さらにビジネスPC向けには、コスト削減などを掲げてvPro（ビープロ）の導入を発表した。このようにCentrinoの成功は、インテルをプロセッサの製造・販売企業から、プラットフォームを提供する企業へと転換させるきっかけとなった。

## ブランドの再定義
米intelは、2009年6月17日（現地時間）、これまでの複雑なブランド構造を分かりやすくすることを目的として、2010年よりCentrinoをプラットフォームのブランドではなく、無線LANモジュールのブランドに再定義することを明らかにした。これにより、Centrinoブランドは実質、表舞台からは姿を消すこととなった。

## Centrinoの変遷

### 第1世代
2003年3月に登場。これら第1世代のプラットフォームはCarmel（カーメル）と呼ばれる。DothanコアとProWireless 2200は発表当初にはなく、後に加わったものである。
CarmelプラットフォームのCentrinoの条件は以下の通りである。
- Pentium Mプロセッサ (BaniasもしくはDothanコア)でフロントサイドバス(FSB)が400MHzのもの
- インテル855シリーズのチップセット
- インテル PRO/Wireless 2100 もしくは2200 (IEEE 802.11b) mini-PCI Wi-Fiアダプタ

### 第2世代
2005年1月に登場。この2年間でデスクトップPCはデュアルチャンネルDDR2メモリ、シリアルATA、PCI Expressなどを導入、Centrinoもこれらを導入し、名実ともにデスクトップ機に並ぶ処理能力を持つことができた。
2005年春モデルのA4サイズ以上のノートPC（いわゆる据え置きタイプ）はデスクトップ代替機として宣伝されるものが多い。これら第2世代のプラットフォームはSonoma（ソノマ）と呼ばれる。
SonomaプラットフォームのCentrinoの条件は以下の通りである。
- Pentium M プロセッサ (Dothanコア)でフロントサイドバスが533MHzのもの
- インテル モバイル 915 Express シリーズのチップセット
- インテル PRO/Wireless 2200 もしくは 2915ABG mini-PCI Wi-Fiアダプタ.

### 第3世代
2006年1月に登場。Yonah（ヨナ）コアの製品はPentiumの名称が消えてCore Duo/Soloとなった。この世代はCentrino Duo（デュアルコア）かCentrino（シングルコア）と、搭載されるプロセッサによって名称が変わる。また、一部のIntel Core 2もこれに含まれる。
これら第3世代のプラットフォームはNapa（ナパ）と呼ばれる。Core 2ではNapa64、Napa Refreshと呼ばれる。
NapaプラットフォームのCentrinoの条件は以下の通りである。
- Intel Core、Intel Core 2プロセッサ でフロントサイドバスが667MHzのもの。
- インテル モバイル 945 Express シリーズのチップセット
- インテル PRO/Wireless 3945ABG mini-PCI Express Wi-Fiアダプタ.

### 第4世代
2007年5月9日、正式に発表された。
コードネームはSanta Rosa（サンタ・ローザ）。
CPUは引き続きMerom（メロン）コアを採用し、一部のPenryn (ペンリン) コアを採用したものはSanta Rosa Refreshと呼ばれる。
新しい技術として「Dynamic FSB Switching」「Enhanced Deeper Sleep」「Intel Dynamic Acceleration」が導入された。また、必須構成外ではあるが、「Intel Turbo Memory」（コードネームRobson）が導入された。
なお、Centrino　Duoには含まれないが、Centrino Proにのみ、vProと同様の、遠隔管理機能Active Management Technology（AMT）サポート、仮想化技術「VT」が含まれる。
2007年10月からはCentrinoファミリーの名称が変わり、これまでのCentrino Duo（旧Centrinoを含む）はCentrinoとなり、Centrino ProはvPro テクノロジー intel Centrinoとなった。
Santa RosaプラットフォームのCentrinoの条件は以下の内容となる。
- Intel Core 2プロセッサ (Meromコア) でフロントサイドバスが800MHz、形状はSocket P
- インテル モバイル 965 Express シリーズ (コードネーム:Crestline)
- インテル PRO/Wireless 4965AGN IEEE 802.11 a/b/g/n mini-PCI Express Wi-Fi アダプタ（コードネーム：Kedron）

### 第5世代
2008年7月16日に正式発表され、この世代よりブランド名を「Centrino 2」並びに「vPro テクノロジー intel Centrino 2」となった。コードネームは「Montevina(モンテヴィーナ)」。FSBは1,066MHzまで高速化された。
MontevinaプラットフォームのCentrino 2の条件は以下の内容となる。
- Intel Core 2プロセッサ（コードネーム：Penryn）
- モバイル インテル GM45 Express チップセット・ファミリー（コードネーム:Cantiga）
- インテル Next-Gen Wireless-N (インテル WiFI Link 5000 シリーズ) （コードネーム:Shiloh）
- インテル 82567LM ギガビット・ネットワーク・コネクション（コードネーム:Boaz）

### 第6世代
コードネーム「Calpella(カルペラ)」が2009年に登場予定となる。